# Maria Ehlin Kolk
Anna Maria Ehlin Kolk , född 27 juni 1988 i Skarpnäcks församling, var ordförande för Saco Studentråd 2012.
Ehlin Kolk har tidigare varit ordförande för Medicine Studerandes Förbund. Hon drev frågor om studenters socialförsäkringssystem.